# Wasserturm Waldsieversdorf

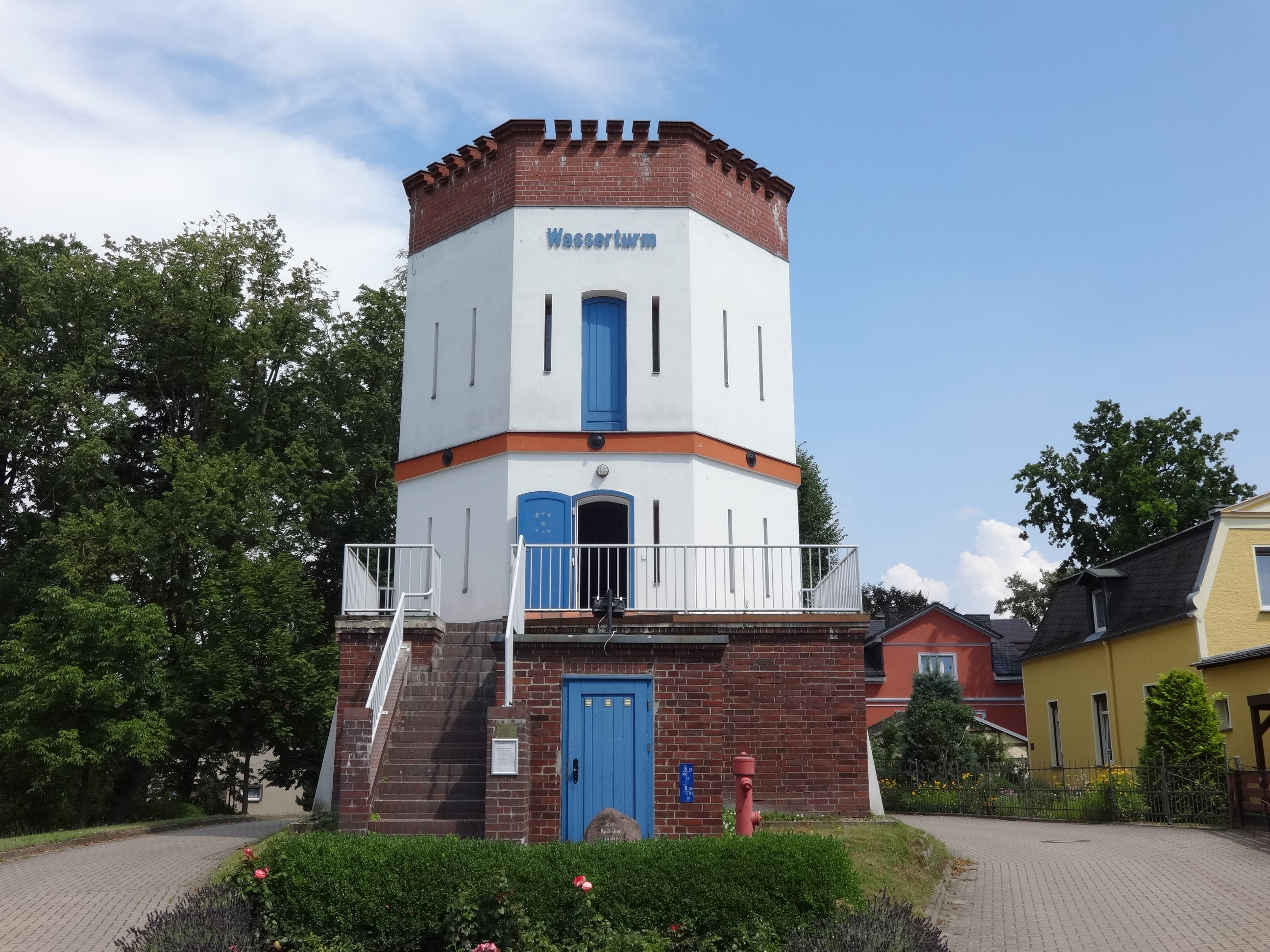
Wasserturm in Waldsieversdorf

Der Wasserturm ist ein denkmalgeschütztes Gebäude in Waldsieversdorf, einer Gemeinde im Landkreis Märkisch-Oderland in Brandenburg.

## Geschichte
Der Berliner Fabrikant Ferdinand Kindermann errichtete den elf Meter hohen Turm im Jahr 1897, um seine Villenkolonie mit Trinkwasser zu versorgen. Er entnahm dazu Wasser, dass aus dem Roten Luch von der Stöbber aus in das Grundwasser gelang. An der nach seiner Tochter benannten Margaretenquelle trat das Wasser in einer artesischen Quelle hervor. Von hier führte eine rund 800 Meter lange Leitung zum 34 Meter höher gelegenen Wasserturm mit einem Fassungsvermögen von rund 70.000 Litern. Kindermann nutzte die Stöbber erneut, um eine Pumpe mittels Wasserkraft anzutreiben, die das Wasser in den Behälter förderte. Vom Turm aus verteilte er das Wasser an die Haushalte. 1927 waren 103 Häuser über eine Rohrleitung von 5103 Metern Länge an das Trinkwassernetz angeschlossen. Kindermann lobte 1902 in der Vossischen Zeitung: „Enteisungsanlagen sind bei dieser sinnreichen praktischen Wasserleitung nicht erforderlich, da das Wasser nach Scherlings Analyse kein Eisen enthält, sondern von vorzüglicher Beschaffenheit ist“.
Das in den 1990er Jahren restaurierte Bauwerk wird seit dem 21. Jägerfest im Jahr 1998 der Öffentlichkeit als Aussichtsturm zur Verfügung gestellt.

## Architektur
Das achteckige Bauwerk fußt auf einem Sockel aus roten Ziegelsteinen. Über eine Treppe mit einem weißen Geländer gelangt man in das Erdgeschoss des Wasserturms. Es ist, wie auch das Obergeschoss, mit einem weißen Putz versehen. Je zwei schlitzartige Fenster pro Wand lassen Helligkeit in das Innere des Turms. Dort befindet sich die restaurierte Technik zur Wasserversorgung der Villenkolonie. Das Obergeschoss ist mit einem braun-gelben Gesims abgesetzt. Auch dort sorgen schlitzartige, parallel angeordnete Fenster für Helligkeit. Im Innern befindet sich der Wassertank mit einer Füllstandsanzeige. Das Bauwerk wird mit einer zinnenartigen Brustwehr abgeschlossen, die wiederum aus rotem Ziegelstein erstellt wurde.
Vor dem Gebäude befindet sich ein Gedenkstein, der an das 10-jährige Bestehen der Kolonie Kindermanns erinnert.